# 가상 키보드

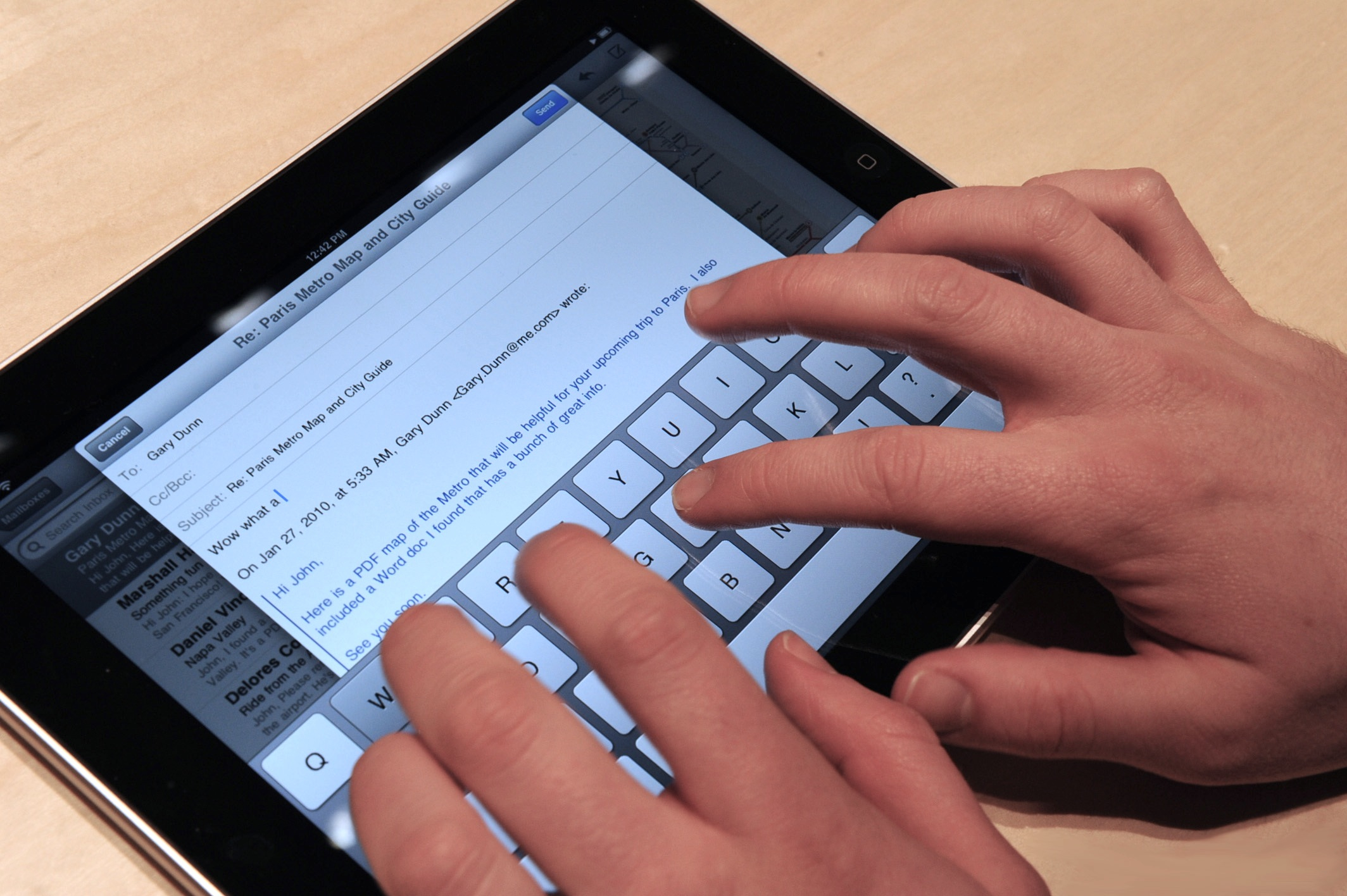
태블릿 컴퓨터의 가상 자판을 입력하는 모습

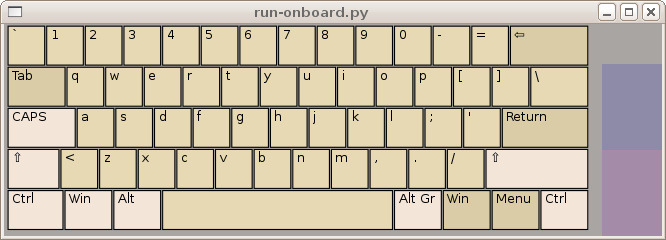
우분투에 포함된 "OnBoard" 가상 키보드

가상 키보드는 키보드가 가지고 있는 것보다 더 적은 단추를 가지고 있는 콘트롤러를 위해 가상 확장 역할을 하는 컴퓨터 프로그램이다. 데스크톱 컴퓨터의 세상에서, 윈도우 XP 프로그램 화상 키보드는 실제 키보드나 컴퓨터 마우스로 움직이는 가상 키보드처럼 동작한다.
스타일러스 기반의 PDA에서, 사용자가 운영 체제가 만들어 주는 화상 키보드를 두드리면서 텍스트를 입력하는 것이 보통이다. 이러한 키보드들은 자주 컴퓨터 키보드보다 버튼이 얼마 없는 시스템을 위해 가상 머신(에뮬레이터)의 기능으로 쓰인다.
가상 키보드는 또한 육체적 제한 때문에 일반 키보드를 쓰지 못하는 사람들에게도 쓰인다.

## 물리 키보드와 가상 키보드 비교
가상 키보드들은 물리 텍스트 입력 장치들과는 다르게 기능을 하므로, keystroke logging(키보드로 입력하는 키 정보를 외부의 다른 사람이 알 수 있게 함)에 대해 어느 정도 보안을 제공한다.
입력하고자 하는 언어에 따라 글쇠에 새겨진 글자를 달라지게 할 수 있으며, 글쇠 배열을 자유자재로 바꿀 수도 있다. 또한 키보드를 쓰고 있지 않을 때는 언제든지 숨길 수 있다.
키보드 레이아웃이 일반적으로 실제 키보드와 비슷할지라도, 물리적 키보드들에 익숙한 사람들은 자주 상당한 양의 시간을 가상 키보드로 빠른 입력을 배우는 데 몸을 바쳐야 한다. 물리적 키보드와는 달리, 그들의 손가락으로 키들을 느끼지 못한다. 키들의 위치에 친숙하지 못할 수도 있고 사용자에게 천천히 압박을 줄 수도 있다. 이것은 PDA의 외부 물리 키보드와 다른 전기 장치들을 개발하는 데 도움을 준다.

## 같이 보기
- 마우스 키